# (3416) Dorrit
(3416) Dorrit est un astéroïde de la ceinture principale aréocroiseur découvert le 8 novembre 1931 par l'astronome allemand Karl Wilhelm Reinmuth à l'observatoire du Königstuhl près de Heidelberg. Il est ainsi nommé en l'honneur de l'astronome américaine Dorrit Hoffleit.